# Häroldsbild
Häroldsbilder är inom heraldiken en kategori bilder för vapensköldar. De andra gruppen bilder benämns allmänna bilder.
Häroldsbilder är bilder som skapats genom geometriska indelningar av skölden. Häroldsbilderna har raka skuror (delningslinjer) om inget annat framgår av blasoneringen, men kan lika gärna avgränsas av vilken form av skura som helst. En häroldsbild går alltid ända ut i sköldytans kant, vilket innebär att till exempel ett kors är en häroldsbild om det är genomgående, medan det räknas som en allmän bild om det är svävande.
Häroldsbilderna delar i regel upp fältet i halvor, tredjedelar och så vidare. Vid framställningen av en heraldisk bild,  handlar det inte om geometriska delar. En balk eller en två gånger delad sköld är uppdelad i tredjedelar, men det är visuella tredjedelar, som således vid uppmätning inte nödvändigtvis skall vara exakt lika stora till ytan. Viktigare är utseendet, det visuella intrycket. Dessutom bör en del av skölden bli vidare om den är belagd med en bild, om övrig del av skölden inte är belagd med någon bild.

## Termer
Är skölden vågrätt delad, säger man att den är delad. Finns två vågräta skuror med samma tinktur ovanför och nedanför, utgör den mittre delen en bjälke. Om det är olika tinkturer ovanför och nedanför, är skölden i stället två gånger delad.
För lodrätta delningslinjer används begreppen kluven och stolpe. För sneda delningslinjer från övre heraldiskt högra hörnet ner till det heraldiskt vänstra används termerna styckad och balk, medan sneda delningslinjer åt andra hållet ger upphov till ginstyckad sköld och ginbalk.
En balk, bjälke, stolpe eller liknande som är smalare än vanligt, sägs vara bildad av en kavel. Om den är ännu smalare, så smal att den nästan i sig bara är ett streck, säger man att den är bildad av en sträng. Om häroldsbilden är längre upp i skölden än vad den normalt skulle vara, säger man att den är höjd och om den är längre ner än den annars skulle vara så är den sänkt. På samma sätt som med allmänna bilder, säger man att en häroldsbild är störtad om den visas uppochned jämfört med sin normala position.

### Sköldens delar
Häroldsbilderna utgår delvis från sköldens delar eller kvadratiska fält. Fälten har olika benämningar och varje fält motsvarar ungefär en niondel av sköldytan.
| Beteckningar för sköldens delar: 1 = kantonen (högerkantonen) / övre högra hörnet / högra huvudstycket 2 = sköldhuvudet / mittre huvudstycket / orten 3 = vänsterkantonen / övre vänstra hörnet / vänstra huvudstycket 4 = höger flank(-ställe) 5 = hjärtplatsen 6 = vänster flank(-ställe) 7 = nedre högra hörnet 8 = sköldfoten 9 = nedre vänstra hörnet |  | Beteckningar på sköldens olika delar |  | Beteckningar för kombindationer av delarna: 1, 4, 7 = post 2, 5, 8 = stolpe 3, 6, 9 = ginpost, vänsterpost 1, 2, 3 = ginstam / chef 4, 5, 6 = bjälke 7, 8, 9 = stam 1, 5, 9 = balk 3, 5, 7 = ginbalk |

## Exempel på häroldsbilder

Delad sköld
Röd bjälke
Av en kavel bildad röd bjälke
Röd post
Kluven sköld
Röd stolpe
Röd bård
Röd infattning
Röd ginstam eller chef
Röd balk
Rött kors
Rött andreaskors
Rött gaffelkors
Röd stam
Röd ginbalk
Kvadrerad sköld
Fyrstyckad sköld
Gironnerad sköld
Schackrutemönstrad sköld
Röd fyrkant
Röd kanton
Röd giron
Röd kil
Röd sparre
Rött mantelsnitt
Spets av silver
Vänsterspets av silver
Störtad röd kil
Två röda flanker
Röd ruta
Röd spetsruta
Röd kula eller rundel
Röd biljett
Rött hjärtsköld
Tre röda mittsköldar

### Exempel på variationsmöjligheter
Bara med lodräta skuror kan man åstadkomma mycket heraldiskt variation:
1. Kluven sköld, 3. Tre gånger kluven sköld, 5. Fem gånger kluven sköld o.s.v.
2. Stolpe, 4. Två stolpar, 6. Tre stolpar o.s.v. 
Om sköld 2 såg likadan ut men med silver i stället för guld på ena sidan, skulle den inte innehålla en stolpe utan vara två gånger kluven. Motsvarande variationsmöjligheter föreligger också med delat/bjälkar, styckat/balkar etc.

## Delningar och "egentliga häroldsbilder"
Ibland skiljer man mellan enkla delningar av skölden (till exempel delad sköld), då ingen tinktur kan sägas vara sköldens bakgrundstinktur, och "egentliga häroldsbilder" (till exempel bjälke), en häroldsbild som kan sägas vara lagd på ett fält av annan tinktur. Det är dock en uppdelning som huvudsakligen är akademisk.

## Motsvarighet på andra språk
På engelska kan häroldsbilderna i viss mån sägas motsvaras av ordinaries, men vissa häroldsbilder ingår också i gruppen subordinaries. På franska  kan häroldsbilderna i viss mån sägas motsvaras av pièces. Rena delningar brukar kallas partitions på både franska och engelska. På tyska finns däremot en direkt motsvarighet till den svenska termen, nämligen Heroldsbild.